# Cemitério de São Francisco Xavier
Vista do cemitério
O Cemitério de São Francisco Xavier é a maior das diversas necrópoles que compõem o conjunto popularmente conhecido como Cemitério do Caju, localizado no bairro do Caju, na Zona Norte do Rio de Janeiro. É o maior cemitério do Estado do Rio de Janeiro, com 441 000 m², e um dos maiores do Brasil. Os demais cemitérios que formam o conjunto de necrópoles são o Cemitério da Ordem Terceira do Carmo, o Cemitério da Venerável Ordem Terceira de São Francisco da Penitência e o Cemitério Comunal Israelita do Caju. Foi oficialmente fundado em 18 de outubro de 1851, no mesmo local onde já existia um cemitério de escravos desde 1839, e é administrado pela Concessionária Reviver desde 2015, após mais de 150 anos de administração pela Santa Casa de Misericórdia.

## História
Localizado originalmente fronteiro à praia de São Cristóvão, desaparecida em razão de aterros diversos. Era o antigo Campo da Misericórdia, usado desde 1839, quando foi em 2 de julho inumado o corpo de "Vitória, creola, filha de Thereza, escrava de Manoel Rodrigues dos Santos" (grafia arcaica da época) e sendo usado para sepultamentos de escravos até 1851, quando, pelo decreto nº 842, de 16 de outubro do mesmo ano, foram fundados os cemitérios públicos de São Francisco Xavier e o Cemitério de São João Batista.
Para a transformação em cemitério público, foram adquiridos diversos imóveis vizinhos e, desta forma, muito aumentada a superfície. Em 8 de novembro de 1851, informava o provedor da Santa Casa José Clemente Pereira, o Cemitério São Francisco Xavier se achava em estado para poder prestar serviços dentro dos 15 dias do regulamento n° 796. Com efeito, em 5 de dezembro, foi sepultada uma "africana livre n. 187, de Manguinhos, pertencente a Casa de Correção, falecida no Hospital da Misericórdia, de gastroenterocolite". O último corpo enterrado no Campo Santo da Misericórdia, em 1851, foi de um africano livre, enviado da Casa de Correção, sepultamento de nº 2218.
Foram necessários diversos aterros e aplanamento do terreno ao longo dos anos para tornar a área toda plana e seca, visto ela ser pantanosa em razão da proximidade da Baía da Guanabara. Para os aterros, foi desbastado um morro que existia na parte norte da necrópole.

## Características
O cemitério tem a parte fronteira fechada por alto muro de alvenaria, e na parte central deste muro, um monumental gradil de ferro, sobre embasamento de granito, iniciado e findado por dois portões também de ferro. Ao meio desse gradil, está o prédio usado como vestíbulo da necrópole, constituído de dois pavilhões com fachadas de granito que ladeiam o imponente pórtico. Esta construção foi, originalmente, planejada pelo engenheiro José Maria Jacinto Rebelo; foi, porém, executado com modificações que lhe deram maior grandiosidade pelo arquiteto Francisco Joaquim Béthencourt da Silva.
Em frente a esse portão, segue a rua principal, que media 22 metros de largura, indo da então Praia de São Cristóvão, num lance reto, até o local denominado Retiro Saudoso, do outro lado do bairro do Caju. Cortando esta alameda principal, existe o cruzeiro monumental de granito, obra de cantaria digna de admiração por, mesmo com a dificuldade da execução em tão duro material, os artífices terem feito uma escultura considerada tão graciosa e leve.
O cemitério fornecia, originalmente, sepulturas temporárias pelo prazo de sete anos e, conforme o desejo das famílias, vendia, também, as sepulturas perpétuas, motivo pelo qual existem ricas sepulturas e imponentes capelas construídas ao longo de todos os tempos.
Dentro do terreno do cemitério, na sua extremidade sudeste, existe, ainda, a Quadra dos Acatólicos, reservada para o sepultamento de judeus e protestantes. Foi usada antes da construção do vizinho Cemitério Comunal Israelita do Caju. Repleta de sepulturas antigas e históricas, já foi assunto de estudos, livros e teses diversas.
Uma outra área de 1.885 metros quadrados, cercada com gradil, tendo piso ladrilhado com cerâmica francesa, é o Cemitério de São Pedro, reservado para os padres católicos da ordem de mesmo nome. Foi adquirida em 1866 pela Irmandade do Príncipe dos Apóstolos de São Pedro, como produto do legado que recebeu do padre José Luís de Oliveira.
Originalmente, a maior parte dos sepultamentos era de moradores da região norte da cidade e, por ser junto ao bairro de São Cristóvão, muitas personalidades do império ali foram sepultadas ao longo de todo a metade do século XIX. Mas, curiosamente, foi um cidadão francês a primeira pessoa de reconhecida nobreza ali sepultada; Williers de l'Isle de Adam, o Visconde de l'Isle de Adan, um solteiro de 65 anos, falecido na Casa de Saúde do Morro do Livramento em 10 de julho de 1852.
Dentre as capelas e sepulturas mais notáveis, estão as do arquiteto Antonio Jannuzzi; do barão de Mangaratiba; do visconde do Rio Branco; da benfeitora da Santa Casa, Luísa Rosa Avondano Pereira; e do provedor José Clemente Pereira; Benjamim de Oliveira primeiro palhaço negro do Brasi, falecido em 30 de maio de 1954.
Um dos túmulos mais curiosos é o chamado "Mausoléu dos Integralistas" (na verdade, um ossuário), que abriga os restos dos militantes integralistas mortos durante o Putsch de 11 de maio de 1935.

O médico e memorialista Pedro Nava, que, ali, está sepultado, escreveu, no seu livro Balão Cativo, uma das mais belas e sentimentais descrições do cemitério do Caju e de suas sepulturas. A impressão da primeira visita que ele ali fez em menino foi que " transpondo o seu pórtico de pedra (ele teve) a percepção invasora (e para sempre entranhada e durável) de um impacto silencioso e formidando".